# Aleksandar Đorđević
Aleksandar Saša Đorđević (Beograd, 26. kolovoza 1967.), bivši srbijanski košarkaš koji je igrao na poziciji razigravača. Poznat je po pobjedonosnim tricama u posljednjoj sekundi za Partizan protiv Joventuta u završnici Kupa europskih prvaka 1992. i za SR Jugoslaviju protiv Hrvatske na EP 1997. 1995. dobio je zlatnu značku Sporta (nagradu za najboljeg športaša u SR Jugoslaviji), a olimpijski odbor SRJ proglasio ga je najboljim muškim športašem. ULEB ga je uvrstio među 50 najzaslužnijih ljudi za razvitak košarke u Europi. Osim Partizana, igrao je i za milansku Olimpiu (tu je 2005. završio igračku karijeru), bolonjski Fortitudo, Portland Trail Blazerse, Barcelonu, madridski Real i pesarski Scavolini. Visok je 188 cm i težak 80 kg. Od kraja studenog 2013. izbornik je srbijanske košarkaške reprezentacije.